# Maskarenpetrell
Maskarenpetrell (Pseudobulweria aterrima) är en akut hotad  havsfågel inom familjen liror.

## Utseende
Maskarenpetrellen är en medelstor petrell, med en kroppslängd på 36 centimeter. Den är mörkt chokladbrun med något blekare hake, övre delen av strupen samt undersidan av vingen. Näbben är svart, fötterna likaså med en blek fläck på inre delen av simhuden. Tarsen är rosafärgad. Den liknar både arabpetrell och spetsstjärtad petrell, men är mer robust och mindre samt har kraftigare näbb och kortare stjärt och saknar ett band på vingen. Trindadepetrell och långvingad petrell har längre vingar, den senare med mer spetsig hand, större och rundare huvud samt bredare akter.

## Utbredning och systematik
Arten häckar enbart i bergstrakter på ön Réunion, tidigare även på Rodrigues. Dess utbredningsområde sträcker sig till omkringliggande områden i Indiska oceanen. Arten placerades tidigare i Pterodroma.

## Ekologi
Alla förmodade häckningsplatser är på klippor. Ny data bekräftar att arten häckar på sommaren, med äggläggning i december och flygga fåglar mellan februari och mars. Arten tros återvända till bona nattetid för att undvika predation. Arten födosöker vid havsytan.

## Status och hot
Fågeln har en mycket liten världspopulation som dessutom minskar i antal, till följd av predation och dödsfall när petrellen blir förblindad av artificiellt ljus. Internationella naturvårdsunionen IUCN kategoriserar den därför som akut hotad. Den senaste uppskattningen av världspopulationen från 2014 är 100 par.